# Heinrich Dürfeld
Heinrich Dürfeld (* 15. Juli 1611 in Halle (Saale); † 20. November 1682 ebenda) war ein Doctor iuris utriusque (Doktor beider Rechte) und Hallenser Hof- und Regierungsrat.

## Leben
Heinrich Dürfeld war eines der 14 Kinder des Johann Heinrich Dürfeld, Ratsworthalter und Pfänner zu Halle, fürstlich schwartzburgischer Rat und Lehnsverweser (* Jena; † 7. Oktober 1631 in Halle (Saale)) und seiner zweiten Ehefrau, der Barbara Wesener (* 26. Januar 1585 in Halle (Saale); † 7. Juli 1631 ebenda). Er ist ein Enkel von Christoph Dürfeld (1525–1583).
Dürfeld studierte 1627 in Leipzig, 1631 war er als stud. jur. in Straßburg und am 17. November 1635 als Dr. jur. in Basel immatrikuliert, 1641 kam er als Worthalter in den Ratstuhl zu Halle, war 1643 Oberbornmeister, in den Jahren 1644, 1647, 1650, 1651 und 1654 Ratsmeister zu Halle, gehörte anschließend zur juristischen Fakultät zu Halle, war 1656 und 1659 Möllenvogt zu Magdeburg, 1660 Hof- und Justizrat und 1666 Hof- und Regierungsrat zu Halle. Als das Erzstift Magdeburg nach Herzog Augusts Tod an das Kurfürstentum Brandenburg fiel, wurde er 1681 zum Regierungsrat im Herzogtum Magdeburg bestellt.

## Familie
Dürfeld war dreimal verheiratet.
(I) 1636 in Halle  mit Regina Elisabeth Seyfarth († 23. Dezember 1650 zu Halle), Tochter des Andreas Seyfart,
(II) 1652 in Halle mit Anna Seyfarth (* 22. November 1614; † 25. Januar 1653), Tochter des Pfänner und Ratsmeister zu Halle Gottfried Seyfart und Maria Drachstedt
(III) 1653 in Halle mit Juliana Knorre (* 22. August 1629; † 1. Juli 1698), Tochter des Pfänner und Weinmeisters Friedrich Knorre und der Maria Glaser.
Er hatte 17 Kinder (10 Töchter und 7 Söhne), alle zu Halle geboren.
- Johann Heinrich Dürfeld (* 6. Juni 1643; † 1716), königlich preußischer Hofrat und Möllenvogt zu Magdeburg[5] ⚭ am 27. November 1666 mit Anna Maria Burger. Sie hatten 5 Kinder.
- Joachim Andreas Dürfeld (* 18. November 1645; † 2. Februar 1712), J.U.D., Advokat und Pfänner zu Halle ⚭ am 23. August 1675 mit Anna Catharina Behlaus (* in Lüneburg; † 7. März 1691). Sie hatten 8 Kinder.
- Johann Friedrich Dürfeld (* 1. August 1657; † 1. August 1675), J.U.D
- Carl Reinhold Dürfeld (* 28. September 1660; † nach 1704 in Hamburg), war 1693 J.U.D. zu Kiel, dann kurfürstlicher brandenburgischer Kammergerichts-Advokat zu Berlin und ging 1698 als Advokat nach Hamburg.[7]
- August Dürfeld (* 5. November 1661)
- Friedrich Gebhard Dürfeld (* 17. März 1665)
- Johann Christian von Dürfeld (* 9. September 1667; † 29. März 1737 in Magdeburg), Regierungsrat zu Magdeburg, am 8. Juli 1722 von König Friedrich Wilhelm I. von Preußen geadelt[8] ⚭ 1708 mit Anna Sophia Roloff (* 5. Mai 1675 auf Rittergut Parishof-Wendemark[9]; † 27. Juni 1737).[10] Keine Kinder. Beide sind in Halle begraben.